# توبوليف تو-70
توبوليف تو-70 هي طائرة خطوط جوية سوفيتية الصنع، مطورة من قاذفة القنابل توبوليف تو-4. صممت الطائرة مباشرة بعد الحرب العالمية الثانية. استخدم في تصميمها عدد من قطع الطائرة بوينغ بي-29إس والتي هبطت اضطراريا داخل الاتحاد السوفيتي أثناء ضرب اليابان في الحرب. تعد أول طائرات الاتحاد السوفيتي التي تحصل على هيكل مضغوط، وكان أول طيران لها في 27 نوفمبر 1946.
تم اختار الطائرة بنجاح، وحصلت على توصيات بإدخالها خطوط الإنتاج، ولكن كل ذلك توقف تحت ضغط الطلبات العسكرية وعدم وجود أوامر شراء من إيروفلوت لمثل هذا النوع من الطائرات.

## المواصفات
الخصائص العامة
- الطول:  ()
- باع الجناح:  ()
- الارتفاع:  ()

الأداء